# Fermo Guisoni
Fermo Guisoni (Mantoue, vers 1510 - Rome, vers 1580) est un peintre italien maniériste  du  XVIe siècle qui a été actif principalement dans sa ville natale.

## Biographie
Fermo Guisoni était un peintre italien de la Renaissance, essentiellement actif dans sa ville natale de Mantoue.
Il a été l'un des principaux assistants de l'atelier du peintre Giulio Romano.
Il a peint à fresque la coupole de la cathédrale San Pietro de Mantoue et a également transposé à fresque un carton de Romano représentant les saints Pierre et Paul en pêcheurs.

## Œuvres
- Crucifixion avec les saints Pierre et André (Vocation des apôtres saints Pierre et André), cathédrale de Mantoue.
- Saint Jean évangéliste[3],
- Généalogie de la maison Gonzague, Mantoue[4].

## Sources
- (en) Cet article est partiellement ou en totalité issu de l’article de Wikipédia en anglais intitulé « Fermo Guisoni » (voir la liste des auteurs).